# N566 (België)
De N566 is een gewestweg in Châtelet, België tussen de N922 en de R53. De weg heeft een lengte van ongeveer 500 meter.
De gehele weg is eenrichtingsverkeer en alleen te berijden vanuit zuidoost naar noordwest. De weg draagt de naam Rue des Français.